# Liste d'excommuniés par l'Église catholique

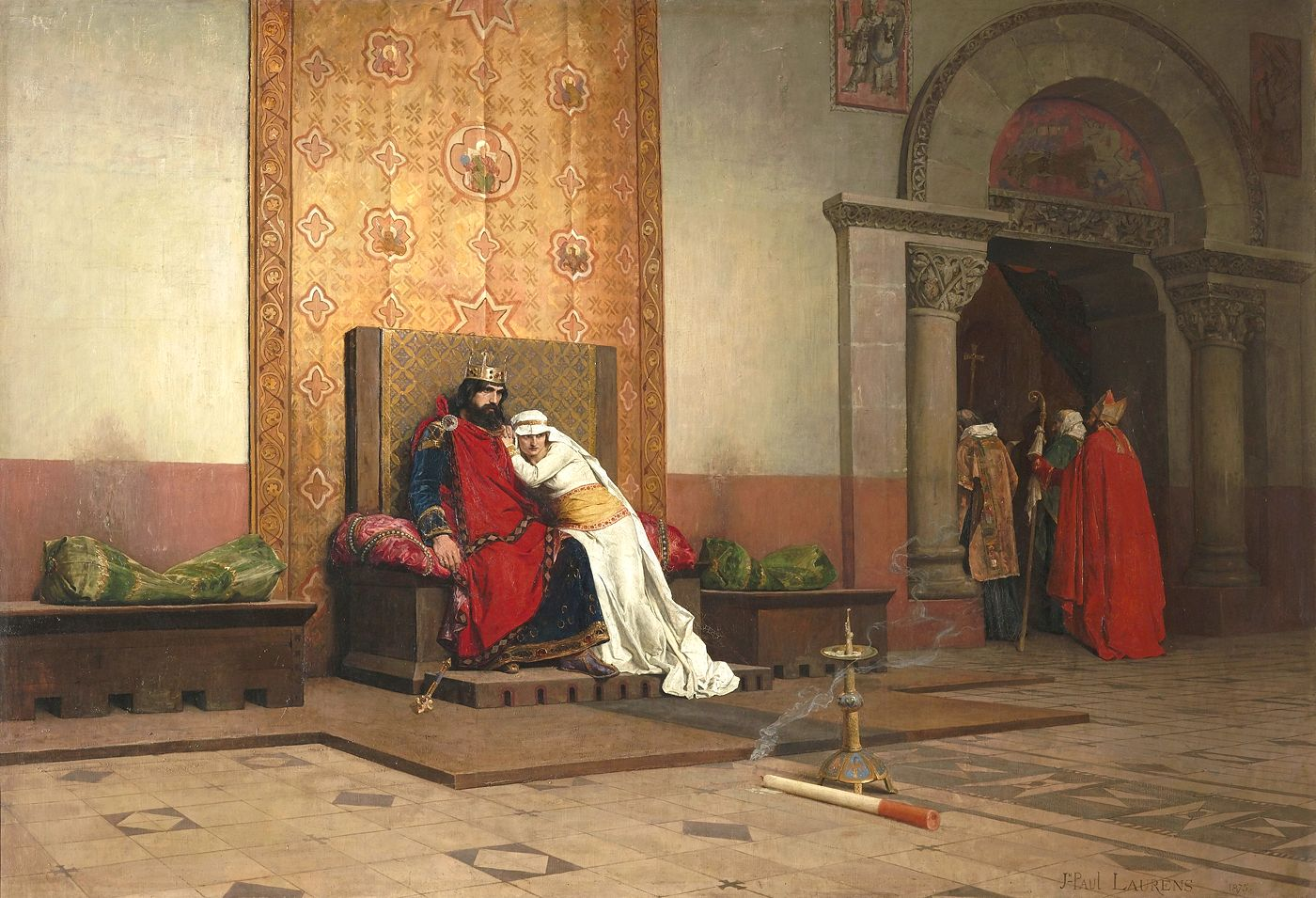
L'Excommunication de Robert le Pieux, peinture académique orientaliste de Jean-Paul Laurens, XIXe siècle. Musée d'Orsay.

L'excommunication est la plus grave des peines canoniques chez les catholiques.
La liste ci-dessous ne concerne que des catholiques excommuniés ferendæ sententiæ (en) (prononcée par une décision judiciaire ou administrative) et ne concerne pas les catholiques excommuniés latæ sententiæ.

## Débuts du christianisme
- Dès le concile d'Elvire vers l'an 300, l'Église d'Occident punit toute personne pratiquant l’avortement d'excommunication (aujourd'hui l'avortement provoque une excommunication latae sententiae, c'est-à-dire une exclusion automatique du simple fait de l'acte, considéré comme un meurtre[1]).
- Arius en 325 pour avoir énoncé l'hérésie de l'arianisme, selon laquelle Jésus-Christ n'est pas Dieu, mais lui est subordonné (voir aussi article Filioque).
- L'empereur de Rome Théodose Ier, par Saint Ambroise et pour avoir pratiqué une répression qui tua plus de 7 000 Romains. L'excommunication ne fut levée que quand l'empereur, après plusieurs mois, accepta de faire repentance de son action, en se présentant publiquement couvert de cendres pour demander sa réintégration.

## Moyen Âge
- Le patriarche Photios en 863 (et 879), dans sa lutte pour la succession au patriarche Ignace. On parlera du schisme photien.
- Michel Ier Cérulaire est excommunié le 16 juillet 1054 par le pape Léon IX agissant par l'intermédiaire de son légat Humbert de Moyenmoutier. Ce fut le premier acte du grand schisme d'Orient.
- L'empereur germanique Henri IV par le pape Grégoire VII au cours de la Querelle des Investitures, en 1076.
- Le roi des Francs Philippe Ier pour avoir répudié Berthe de Hollande et épousé Bertrade de Montfort en 1092.
- Le comte Hugues III de Campdavaine, par réprimande des massacres qu'il a perpétré lors du siège et de l'assaut de l’abbaye de Saint-Riquier en 1132.
- Louis VII de France en tentant d'imposer son candidat au siège de Bourges en 1141 contre Pierre de la Châtre, soutenu par le pape Innocent II. Le 22 avril 1144, il participe à la conférence de Saint-Denis pour régler définitivement le conflit entre le Saint-Siège et lui.
- Jean d'Angleterre est excommunié par Innocent III en 1210 pour avoir confisqué les biens du clergé et pour avoir défié l’autorité apostolique.
- L'empereur germanique Frédéric II de Hohenstaufen est excommunié à deux reprises : une première fois en 1227 pour ne pas avoir lancé la sixième croisade (cette excommunication est levée en 1230), et une seconde fois en 1239 pour avoir attaqué la Lombardie (le pape Grégoire IX considère cet acte comme une menace pour l'indépendance de la papauté).
- Manfred Ier de Sicile en 1258, pour s'être fait couronner roi de Sicile alors que Conrad V n'était pas encore mort.
- Marsile de Padoue en 1324, à la suite de son recueil Defensor Pacis, car il s'opposait à la plénitude pontificale.
- Gilles de Rais, le 8 octobre 1440 lors de son procès.
- Jérôme Savonarole a été excommunié en 1497.

## Grand Schisme d'Occident
À la suite de dissensions concernant l'élection du pape, la chrétienté eut un moment jusqu'à trois papes qui s'excommunièrent mutuellement.

## Époque moderne
- Martin Luther[2] en 1521, pour multiples hérésies, et son opposition aux dérives du catholicisme romain. Il sera l'initiateur du protestantisme
- Henri VIII d'Angleterre en 1533 pour ses pratiques matrimoniales très personnelles. Celui-ci réagit en coupant tout contact avec Rome et en instaurant l'anglicanisme, coupant ainsi Rome d'une source importante de revenus. L'excommunication perd à compter de cette date toute valeur dissuasive auprès des souverains d'Europe.
- Élisabeth Ire d'Angleterre en 1570, Rome lui refusant son titre de reine et l'accusant de favoriser le protestantisme anglais.
- En 1578 l'ex-dominicain Giordano Bruno est excommunié et brulé.
- Henri IV en 1585 et 1590, Sixte V et Grégoire XIV le déclarant successivement relaps en hérésie, déchu de ses couronnes et inapte à régner sur la France.
- L'évêque Varlet en 1724.
- Talleyrand, dit prince Charles Maurice de Talleyrand-Périgord, nommé évêque d'Autun par le Roi en personne en 1788, sera frappé d’excommunication après avoir été à l'origine de la Constitution civile pour le clergé. En janvier 1791, Talleyrand démissionne alors de sa charge d’évêque. Toutefois, à l'occasion de l'élection du nouveau pape Pie VII, sous l'impulsion de Talleyrand, Bonaparte, alors Premier consul, propose de réconcilier en France le clergé traditionnel dit "réfractaire" avec le nouveau clergé "constitutionnel", cette gestion fort habile permettant à Talleyrand d'être relevé du joug de l’excommunication qui pesait alors sur lui[3]. Le pape Pie VII le réintégrera dans l'unité de l'Église à condition toutefois de réparer, par la parole et par les œuvres, le dommage subi, de son fait, par l'Église. Afin de bénéficier de l'absolution du légat et de bénéficier de nouveau des grâces et faveurs ainsi que de la protection spirituelle de l'Église, Talleyrand devait se soumettre de lui-même aux pénitences convenables et de souscrire sous serment à une déclaration par laquelle il affirmerait être un fils obéissant et soumis de l'Église catholique et d'abjurer de manière officielle toutes ses erreurs[4].

## Époque contemporaine
- Napoléon Ier en 1809, pour l'invasion des États pontificaux
- Victor-Emmanuel II de Savoie, en 1860 dans le cadre de la question romaine.
- Sœur Mary MacKillop excommuniée par l'évêque Sheil (Australie), en 1871 : la religieuse fondatrice des sœurs de Saint-Joseph du Sacré-Cœur, vouées à l'enseignement, institua une enquête sur le père Keating pour abus sur les enfants, aujourd'hui nommé pédophilie. L'évêque lui ordonna de ne plus convoquer les témoins, d'annuler son enquête et l'excommunia. Elle fut condamnée à ne plus communiquer avec les catholiques de son entourage et à s'excuser auprès du père Keating qui fut toutefois renvoyé en Irlande sous prétexte d'abus d'alcool. À la suite d'un soulèvement des fidèles catholiques organisé par les sœurs de Saint-Joseph du Sacré-Cœur, Sheil avoua la tromperie et leva l'excommunication. Mary MacKillop a été canonisée le 17 octobre 2010 par le pape Benoît XVI.
- Joseph-René Vilatte en 1900.
- Alfred Loisy en 1908 pour son refus de souscrire à l'encyclique Pascendi et à la suite de la mise à l'Index de ses livres en 1903[5].
- Charles Maurras en 1927, notamment pour le primat donné à la nation sur l’Église (non-respect de la souveraineté universelle du Siège apostolique, conséquence du règne du Christ sur le monde[6]). La condamnation de l'Action Française et de Charles Maurras fut levée le 5 juillet 1939 par Pie XII.
- Prosper Alfaric en 1933 à la suite de la publication de Le Problème de Jésus et les origines du christianisme
- Léon Degrelle (1906-1994) en 1943. Chef du mouvement rexiste en Belgique. Degrelle s'engagea dans la "Légion wallonne", incorporée dans la SS sur le front de l'Est. En 1943, en permission dans sa famille, il malmena et enferma le curé-doyen de Bouillon qui lui refusait la communion en application d'une décision des évêques belges interdisant toute participation en uniforme à un office religieux - interdiction qui visait les mouvements collaborationnistes. Il fut alors excommunié par l'évêque de Namur, Mgr Charue[7].
- Leonard Feeney, prêtre jésuite, en 1953, pour son interprétation du principe « Hors de l'Église, point de salut »[8].
- Joaquín Sáenz y Arriaga, après ses prises de positions sédévacantistes, 1972.
- Marcel Lefebvre en 1988, Jean-Paul II a officiellement constaté son excommunication latae sententiae, pour avoir consacré quatre évêques sans mandat pontifical[9]. Il est le fondateur de la Fraternité sacerdotale Saint-Pie-X. Les quatre évêques qu'il a consacrés (Bernard Fellay, Bernard Tissier de Mallerais, Richard Williamson et Alfonso de Galarreta) ont eux aussi été excommuniés. Le 21 janvier 2009, le pape Benoît XVI a levé l'excommunication de ces derniers par décret[10].
- Emmanuel Milingo en 2006, Benoît XVI a officiellement constaté son excommunication latae sententiae, pour avoir consacré quatre évêques sans mandat pontifical[11]. Les quatre évêques qu'il a consacrés (George Augustus Stallings Jr. (en), Peter Paul Brennan, Patrick E. Trujillo et Joseph J. Gouthro) ont eux aussi été excommuniés[12]. Également, deux autres évêques qui ont été consacrés en juin 2009 par Mgr Emmanuel Milingo[13] ont été excommuniés latae sententiae[14].
- Rivaldo Mendes, en mars 2009 : un médecin brésilien ayant pratiqué une interruption médicale de grossesse sur une fillette de neuf ans, tombée enceinte de jumeaux à la suite du viol de son beau-père. L'archevêque de Recife, José Cardoso Sobrinho a prononcé l'excommunication de sa mère (qui a décidé de l'avortement) et de l'équipe médicale qui y a procédé. L'excommunication a été par la suite levée par la Conférence des Évêques du Brésil[15].
- Paul Lei Shiyin, prêtre catholique chinois, pour s'être fait consacrer évêque sans l'accord du pape, en 2011[16].
- Alessandro Maria Minutella, prêtre italien, pour hérésie et schisme[17],[18].
- Tomislav Vlašić, ancien prêtre franciscain et accompagnateur spirituel des voyants de Međugorje[19].
- Carlo Maria Viganò, prélat italien, excommunié pour schisme[20].